# (164006) Thierry
(164006) Thierry est un astéroïde de la ceinture principale.

## Description
(164006) Thierry est un astéroïde de la ceinture principale. Il fut découvert par Bernard Christophe le 21 octobre 2003 à l'observatoire de Saint-Sulpice. Il présente une orbite caractérisée par un demi-grand axe de 2,56 UA, une excentricité de 0,17 et une inclinaison de 1,31° par rapport à l'écliptique.
Il fut nommé en l'honneur de Thierry Christophe (né en 1948), plus jeune frère du découvreur.

## Compléments